# Porzana carolina
Il voltolino americano, voltolino della Carolina o sora (Porzana carolina (Linnaeus, 1758)) è un uccello della famiglia dei Rallidi originario del Nordamerica.

## Descrizione
Il voltolino americano misura 20–30 cm di lunghezza. Durante il periodo riproduttivo, presenta la gola e la faccia di colore nero; il breve becco è di colore giallastro. Il petto e la parte posteriore del collo sono grigi. Il dorso è bruno marmorizzato, mentre sull'addome vi è una serie di strisce bianche e nere. I sessi sono simili.
Gli esemplari immaturi e gli adulti al di fuori del periodo riproduttivo hanno una colorazione meno vistosa, color camoscio, e sono privi delle zone nere su gola o faccia. In questi esemplari la gola è bianca e il petto è marrone chiaro. Le zampe sono di colore verde giallastro. Mentre l'uccello cammina o è in volo, la coda viene tenuta eretta.
Il corpo del voltolino americano è forgiato per vivere negli ambienti paludosi. Il corpo, compresso lateralmente, permette all'animale di muoversi facilmente tra la fitta vegetazione. Le ali, corte e arrotondate, consentono un volo apparentemente debole, ma offrono una grande manovrabilità attraverso l'intrico della vegetazione. Le zampe robuste, munite di dita lunghe e sottili, permettono un passo sicuro e consentono all'animale di correre rapidamente anche nel fitto delle paludi. Sebbene preferisca camminare che volare, il voltolino americano è capace di volare per lunghe distanze, come dimostra, durante i suoi viaggi migratori, attraversando il golfo del Messico e il mar dei Caraibi.

## Distribuzione e habitat
Il voltolino americano occupa gran parte delle regioni temperate del Nordamerica; il suo areale si estende (a ovest) dai Territori del Nord-Ovest, a nord, fino alle estremità meridionali di Arizona e Nuovo Messico. A est il territorio di nidificazione si restringe, estendendosi dalle Province marittime del Canada fino al Maryland (USA), a sud. Quando le acque delle zone umide dei territori di nidificazione gelano, il voltolino americano si sposta verso sud per trascorrere l'inverno, occupando le regioni meridionali degli Stati Uniti dall'Arizona alla Florida, e anche il Messico. Inoltre, molti esemplari migrano attraverso il golfo del Messico e il mar dei Caraibi per svernare in Sudamerica. Le popolazioni presenti lungo le coste della California sono stanziali.
Il voltolino americano occupa le zone umide di acqua dolce di tutto il suo areale; nei territori di svernamento, comunque, si incontra anche nelle paludi di acqua salmastra. Gli habitat prediletti sono quelli che offrono una fitta copertura per la nidificazione, e sono costituiti soprattutto da zone umide di acqua dolce circondate da macchie di tife, carici e altre piante acquatiche di alto fusto.

## Biologia

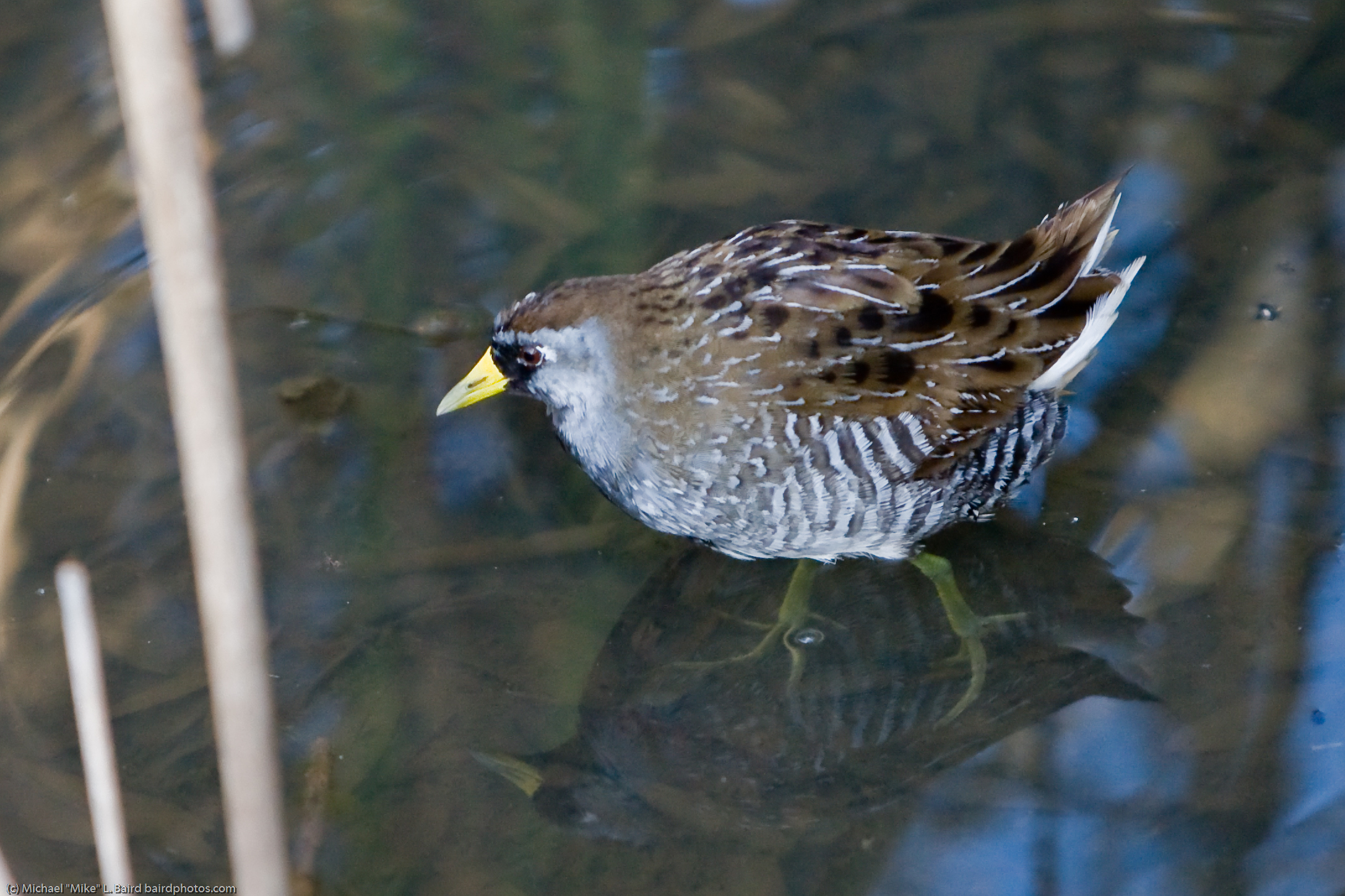
Un esemplare in cerca di cibo.

In molte zone umide di tutto il suo areale è facile udire il richiamo del voltolino americano, ma l'uccello viene avvistato solo di rado. Così come altri Rallidi, il voltolino americano è una specie riservata, che trascorre gran parte del tempo tra la fitta vegetazione palustre. Se viene sorpreso, fugge al riparo volando con apparente debolezza, ma con un'ottima manovrabilità. Generalmente, tuttavia, il voltolino americano scivola silenziosamente verso un rifugio molto tempo prima che un possibile osservatore ne possa notare la presenza. Emette frequentemente i suoi richiami, fischiando e chiocciando in direzione dei propri simili, o addirittura in risposta al richiamo di altri Rallidi.
Il corteggiamento e l'accoppiamento avvengono agli inizi della primavera, quando gli uccelli ritornano ai siti di nidificazione. Le coppie, monogame, sono generalmente solitarie, e difendono il proprio territorio da possibili invasori intimorendoli con richiami o cacciandoli direttamente. Durante il corteggiamento i partner si lisciano le penne a vicenda e assumono particolari posture.
Tra i predatori del voltolino americano vi sono aironi, uccelli da preda e mammiferi carnivori opportunisti. I giovani esemplari sono particolarmente vulnerabili quando si allontanano in cerca di cibo senza la protezione di un genitore.
Una volta terminata la stagione riproduttiva, il voltolino americano assume un comportamento gregario e appena ha messo su uno strato di grasso si raggruppa in stormi numerosi per effettuare la migrazione. Gli spostamenti migratori avvengono quasi sempre di notte.

### Alimentazione
La dieta è costituita soprattutto da semi, insetti e chiocciole. I semi vengono raccolti da carici (Carex sp.), erbe (Calamagrostis sp., Bromus sp., Scoacloa sp., Poa sp., ecc.) o altre piante acquatiche. Le chiocciole e gli insetti vengono catturati sul terreno o immergendo il becco nel fango morbido e nel fitto della vegetazione.

### Riproduzione
Il nido è costituito da una bassa struttura a forma di cesta fatta di piante palustri, tenuta adesa agli steli delle piante circostanti. Generalmente è posto sopra l'acqua o nelle sue vicinanze, ma talvolta può essere costruito anche in una zona asciutta, tra i salici e le erbe che circondano gli specchi d'acqua.
Ciascuna covata è costituita da 10-12 (talvolta 6-18) uova brune ricoperte di macchioline più scure, deposte su due strati per farle entrare tutte in uno spazio relativamente piccolo. L'incubazione, effettuata da entrambi i genitori, dura 18-20 giorni, e inizia a partire dalla deposizione del primo uovo.
Le uova si schiudono in maniera asincrona, dato il diverso periodo di deposizione. I pulcini, precoci e ricoperti di piumino, vengono inizialmente accuditi da un solo genitore, dal momento che l'altro continua a occuparsi dell'incubazione delle uova non ancora schiuse. I giovani lasciano il nido poco dopo la schiusa e si procurano generalmente il cibo da soli, dopo aver visto come si fa osservando i genitori. A 21-25 giorni di età i giovani si involano e le cure parentali terminano del tutto.